# Karolina Breguła
Karolina Breguła (* 1979 v Katovicích) je polská multimediální umělkyně, fotografka, režisérka a akademička.

## Životopis
Rok studovala anglistiku. V letech 2000–2002 studovala na fotografické škole GFU na Folkuniversitetet ve Stockholmu a poté na Evropské akademii fotografie ve Varšavě (2002–2004). V letech 2005–2010 studovala fotografii na Národní filmové, televizní a divadelní škole L Schillera v Lodži a v letech 2011–2015 zde absolvovala doktorské studium. V roce 2016 získala doktorát z filmového umění na Fakultě kinematografie a televizní produkce téže univerzity.
Přednášela „Designové myšlení ve fotografii“ na Varšavské škole reklamy. V současné době (2020) vede Ateliér sociálního filmu na Fakultě mediálního umění Akademie umění ve Štětíně, kde je odbornou asistentkou .
Žije a pracuje ve Varšavě, v posledních letech (2020) také na Tchaj-wanu.

## Tvorba
Breguła produkuje především fotografie, filmy, instalace a umělecké akce v městském prostoru. Její práce zkoumají specifičnost a současnou roli uměleckého díla a oscilují „kolem témat souvisejících se subjektivitou a mocenskými vztahy, utopií, mechanismy kontroly, útlaku a manipulace“.

Její tvorbu velmi ovlivnil Józef Robakowski, který byl jejím profesorem na filmové škole v Lodži a o kterém sama umělkyně říká:
Robakowski mě naučil, že je důležité vědět, co máte říct. Když jsem na filmové škole začala myslet jako umělkyně, pochopila jsem, že fotografie může být něco víc než jen řemeslo, naučená profese.

Její raná díla zapadají do vzorce uměleckého aktivismu – umělkyně se angažovala v boji proti netoleranci, spolupracovala s Kampaní proti homofobii a spoluvytvářela portál MultiKulti. V roce 2003 umělkyně vytvořila sérii fotografií Niech nas zobaczą, představující portréty homosexuálních párů, která byla použita pro slavnou billboardovou sociální kampaň pod stejnojmenným názvem Lovebook je zase série fotografií pořízených mobilním telefonem a krátké video.
V letech 2007–2009 vedla nahrávací společnost Kuka Records.
Breguła se také zajímá o reflexi umění - v roce 2007 publikovala 66 přednášek o současném umění a v roce 2010 spustila online "Biuro Tłumaczeń Sztuki", která interpretuje umění na žádost příjemců.
V roce 2012 uspořádala v Elblągu konferenci Formy przestrzenne wobec katastrofy (Prostorové formy tváří v tvář katastrofě), odkazující na událost, která se odehrála v 60. letech. a 70. Bienále prostorových forem. Díky vědcům z různých oborů se Breguła snažila objevit skryté významy soch. Vědci zkoumali vegetaci rostoucí nad sochami, negativní dopad přemístění soch na psychiku obyvatel Elblągu atd. Více sociologických výzkumů ukázalo, že značný počet obyvatel spojuje prostorové formy vytvořené během Bienále s minulostí režim. Projekt byl shrnut v publikaci Prostorové formy jako centrum všeho (vydala Nadace Bęc Zmiana, 2013).
Filmu se věnuje od roku 2013 - jejím prvním režijním projektem byl mockument Fire-Followers, ke kterému také napsala scénář a vytvořila kostýmy (spolu s Patrycjou Rabińskou). Film byl součástí výstavy v rumunském pavilonu na 55 Mezinárodní výstavě umění v Benátkách. V roce 2016 režírovala film Office for Monument Construction, k němuž také napsala scénář, sestříhala jej (společně se Stefanem Paruchem) a koprodukovala (s Aleksandrou Wojtaszek) . O rok později režírovala a produkovala muzikál Wieża, k němuž napsala i scénář a vytvořila výpravu . Tento film původně vznikl jako architektonická opera pro výstavu v Polském pavilonu 14 Mezinárodní výstava architektury v Benátkách (projekt byl finalistou) a v roce 2014 byl inscenován jako představení na třech místech ve Varšavě: v paneláku na sídlišti Za Żelazną Bramą, ve Varšavské komorní opeře a v Divadle Ústav. Muzikál z roku 2017 je rozšířenou verzí tohoto projektu a byl představen na Göteborském uměleckém bienále.

## Ceny a ocenění
V roce 2007 získala umělkyně třetí místo v soutěži Samsung Art Master za film Kamera wideo. V roce 2009 získala 1. místo. a 3. ocenění v soutěži Jedna minuta. V roce 2012 získala stipendium ministra kultury a národního dědictví a v roce 2013 stipendia Visegrádského fondu, Mladého Polska Ministerstva kultury a národního dědictví a UNESCO. V témže roce získala druhou cenu v soutěži Spojrzenia - Cena Nadace Deutsche Bank, kterou spolupořádala Zachęta National Gallery of Art. V roce 2014 byla nominována v soutěži Spojrzenia a reprezentovala Rumunsko na 55. ročníku. Bienále umění v Benátkách.
Je vítězkou Zlatého drápu v soutěži Inne Spojrzenie na 41. ročníku. Gdynia Film Festival (pro film Office for Monument Construction) v roce 2016 V roce 2017 obdržela cenu Jantar za scénář filmu Wieża na festivalu filmových debutů v Koszalinu „Mládež a film“, za „jedinečnou, absurdní metaforu současné reality“.

## Vybrané výstavy a individuální projekty
- 2019
  - Skwer, Królikarnia, Varšava
- 2018
  - Wieża, CSW Zamek Ujazdowski, Varšava
- 2017
  - Skwer, Fotoaura Institute of Photography, Tchaj-nan, Tchaj-wan
  - Światłowstręt, Galeria Labirynt, Lublin
  - Wieża, musical
- 2016
  - Office for Monument Construction, Gallery Market, Glasgow
  - Remont, słowo wstrętne jak karaluch, Galeria Arsenał w Białymstoku
- 2015
  - Ja po rzeźbach nie płaczę, lokal_30, Varšava
  - Stories, Instytut Polski, Berlín
- 2014
  - The Soup, AC Institute, New York
  - Progress, Eastwards Prospectus, Bukurešť
  - Wieża, Warszawska Opera Kameralna, Varšava
- 2013
  - Wyjście, Centrum Sztuki Współczesnej Zamek Ujazdowski, Varšava
  - Centrum wszystkiego, Atlas Sztuki, Lodž
  - Wyrwać z korzeniami, Galeria Sztuki Współczesnej BWA, Katovice
  - Wrzeszcz art!, Kolonia artystów, Gdaňsk
  - Fire-Followers
- 2012
  - Runda med förklaring av offentliga utsmyckningar (performatywne oprowadzanie po mieście), Muzeum Sztuki, Kalmar
  - Śniadanie na trawie (performatywne oprowadzanie po wystawie), Euro Art, Lodž
  - Przeciąg, Zachęta 13 Muz, Štětín
- 2011
  - Fotografie korekcyjne – dokumentacja, Galeria Archeologia Fotografii, Varšava
  - Fotografie korekcyjne (instalacje w przestrzeni miasta), Varšava
  - Rekonstrukcja archiwum Galerii Wschodniej, Galeria Wschodnia, Lodž (happening, samostatná výstava)
  - Miłośnik sztuki, Biuro tłumaczeń sztuki (happening, samostatná výstava), Centrum Sztuki Współczesnej „Łaźnia”, Gdaňsk
  - Sztuka użyteczna – Richard Long „A line made by walking” (happening), Festiwal No Women No Art, Poznaň
  - Tłumaczenie sztuki, Galeria 13 Muz, Zachęta Szczecin, Štětín
  - Tłumaczenie sztuki, Centrum Sztuki Współczesnej Zamek Ujazdowski, Varšava
  - Tłumaczenie sztuki (prowadzone przez Katarzynę Kazimierowską), Zachęta Narodowa Galeria Sztuki, Varšava
  - Tłumaczenie sztuki, Centrum Sztuki Współczesnej „Łaźnia”, Gdaňsk
  - Tłumaczenie sztuki (prowadzone przez Przemysława Guldę) BWA Varšava, Varšava
  - Tłumaczenie sztuki (prowadzone przez Wiktora Rusina), Galeria Le Guern, Varšava
- 2010
  - Dobrzy sąsiedzi, Halo Galeria, Olštýn
  - Niech nas zobaczą, Akademickie Centrum Kultury, Lublin
  - Dobrzy sąsiedzi, Galeria Szara, Těšín
  - W środku lato, Pl. Konstytucji, Varšava
- 2009
  - Dobrzy sąsiedzi, oglądanie telewizji, Grodno
  - Dobrzy sąsiedzi, pożyczanie produktów do upieczenia ciasta, Kaliningrad
  - Dobrzy sąsiedzi, zakupy na bazarze, Lvov
  - Dobrzy sąsiedzi, Těšín
  - Dobrzy sąsiedzi, podsłuchiwanie, Žilina
- 2008
  - Pogotowie artystyczne, XS Galery, Kielce
  - Mężatki, Galeria znad Wisły, Vilnius
  - Lovebook, Galeria Pauza, Krakov
- 2007
  - Pałer, Muzeum Konematografii, Lodž
  - Lovebook, Galeria 65, Varšava
  - Mężatki, Galeria Nowych Mediów, Gorzów Wielkopolski
  - Kamera wideo, Galeria Nowych Mediów, Gorzów Wielkopolski
- 2006
  - Widzi mi się pałac, Polish culture days, Uppsala
  - Widzi mi się pałac, Desigh Hu, Budapešť
  - Mężatki, Galeria Program, Varšava
  - Mężatki, Galeria FF, Lodž
  - Varšava, Galeria Kawiarnia, Varšava
  - Niech nas zobaczą, Collegium Polonicum, Słubice
  - Niech nas zobaczą, Fachhochschule, Postupim
  - Niech nas zobaczą, Main LIBS, Frankfurt nad Mohanem
- 2005
  - All I see is the palace, Galeria Jubileuszowa Pałacu Kultury i Nauki, Varšava
  - All I see is the palace, Galeria Traffic, Varšava
  - Niech nas zobaczą, Neues Rathaus, Göttingen (Německo)
  - Niech nas zobaczą, Landtag, Stadt und Landesbibliothek, Postupim
  - Niech nas zobaczą, Jugendzentrum Glad-House, Chotěbuz
  - Niech nas zobaczą, Börgeramt Innerstadt, Kolín nad Rýnem
- 2004
  - Artysta na sprzedaż, Jazzgot, Varšava
  - Niech nas zobaczą, Galeria „5”, Górnośląskie Centrum Kultury, Katovice
  - Niech nas zobaczą, Galeria INTACTO, Katovice
  - Niech nas zobaczą, Goethe Institute, Bukurešť;
  - Niech nas zobaczą, Atrium der ver.di Bundesverwaltung, Berlín
- 2003
  - Niech nas zobaczą, Galeria Towarzystwa Sztuk Pięknych „Pałacyk”, Varšava
  - Niech nas zobaczą, Galeria Burzym & Wolff, Krakov
  - Niech nas zobaczą, CSW „Łaźnia”, Gdaňsk
  - Niech nas zobaczą, Zagłębiowski Instytut Sztuki, Sosnovec
  - Niech nas zobaczą, Galeria Czarna Łódź Podwodna, Centrum Reanimacji Kultury, Wrocław
  - Niech nas zobaczą, Kino Luna, Varšava